# Campeonato de fútbol de Dominica
El Campeonato de Fútbol de Dominica es la máxima división de la isla de Dominica, se disputa desde 1950, pero no fue hasta 1958 cuando se empezaron a recavar los primeros datos de la Liga teniendo al Combermere SC como el primer campeón registrado. La Liga es organizada por la Federación de Fútbol de Dominica.
Desde la temporada 2009/10, los equipos de Dominica no participan en el Campeonato de Clubes de la CFU ni en la Concacaf Liga Campeones.

## Equipos 2024-25
| - Bombers - Dublanc FC - DS FC - East Central FC - Promex Harlem United | - Mahaut Socca Strickers - Middleham United - Pointe Michel FC - Sagicor South East United - WE United FC |

## Campeones
| Temporada | Campeón                                            |
| --------- | -------------------------------------------------- |
| 1950-1957 | Desconocido                                        |
| 1958      | Combermere SC                                      |
| 1959      | Arsenal                                            |
| 1960      | Desconocido                                        |
| 1961      | Combermere SC                                      |
| 1962      | Combermere SC                                      |
| 1963      | Combermere SC                                      |
| 1964      | Thunderbirds                                       |
| 1965      | Spartans Sports Club                               |
| 1966      | Domfruit Rovers                                    |
| 1967      | Domfruit Rovers                                    |
| 1968      | Cedar United                                       |
| 1969      | Spartans Sports Club                               |
| 1970      | Harlem Rovers                                      |
| 1971      | Celtic United                                      |
| 1972      | Harlem Rovers                                      |
| 1973      | Harlem Rovers                                      |
| 1974      | Harlem Rovers                                      |
| 1975      | Abandonado                                         |
| 1976      | Kensborough United                                 |
| 1977      | Kensborough United                                 |
| 1978      | Kensborough United                                 |
| 1979      | Spartans Sports Club                               |
| 1981      | Harlem Bombers                                     |
| 1982      | Desconocido                                        |
| 1983      | Harlem Bombers                                     |
| 1984      | Desconocido                                        |
| 1985      | Antilles Kensborough & Harlem Bombers (Compartido) |
| 1986      | Desconocido                                        |
| 1987      | Desconocido                                        |
| 1988      | Desconocido                                        |
| 1989      | Harlem Bombers                                     |
| 1990      | Desconocido                                        |
| 1991      | C&BM Potters                                       |
| 1992      | Harlem Bombers                                     |
| 1993      | Harlem Bombers                                     |
| 1994      | Harlem Bombers                                     |
| 1995      | Harlem Bombers                                     |
| 1996      | Black Rocks FC                                     |
| 1997      | Harlem Bombers                                     |
| 1998      | ACS Zebbians                                       |
| 1999      | Harlem Bombers                                     |
| 2000      | Harlem Bombers                                     |
| 2001      | Harlem Bombers                                     |
| 2002      | Kubuli All Stars FC                                |
| 2003      | Harlem United SCC                                  |
| 2004      | Harlem United SCC                                  |
| 2005      | Dublanc Strikers SC                                |
| 2006      | Harlem United SCC                                  |
| 2007      | South East FC                                      |
| 2008      | Centre Bath Estate FC                              |
| 2009      | Centre Bath Estate FC                              |
| 2010      | Centre Bath Estate FC                              |
| 2011/12   | Harlem United SCC                                  |
| 2012/13   | Centre Bath Estate FC                              |
| 2013/14   | Northern Bombers FC                                |
| 2014/15   | Exodus FC                                          |
| 2015/16   | Dublanc FC                                         |
| 2016/17   | Dublanc FC                                         |
| 2017/18   | Abandonado                                         |
| 2018/19   | South East FC                                      |
| 2020      | South East FC                                      |
| 2021      | Abandonado                                         |
| 2022      | No disputado                                       |
| 2023      | Dublanc FC                                         |
| 2024      | Dublanc FC                                         |

## Títulos por club
| Club                                                       | Ciudad       | Campeón | Años campeón |
| ---------------------------------------------------------- | ------------ | ------- | --- |
| Harlem United SCC (Incluye Harlem Rovers y Harlem Bombers) | Newtown      | 20      | 1970, 1972, 1973, 1974, 1981, 1983, 1985, 1989, 1992, 1993, 1994, 1995, 1997, 1999, 2000, 2001, 2003, 2004, 2006, 2012 |
| Dublanc FC (Incluye Dublanc Strikers SC)                   | Dublanc      | 5       | 2005, 2016, 2017, 2023, 2024                                                                                           |
| Combermere SC †                                            | Roseau       | 4       | 1958, 1961, 1962, 1963                                                                                                 |
| Domfruit Rovers (Incluye Thunderbirds y Cedar United) †    | Newtown      | 4       | 1964, 1966, 1967, 1968                                                                                                 |
| Centre Bath Estate FC                                      | Roseau       | 4       | 2008, 2009, 2010, 2013                                                                                                 |
| Kensborough United †                                       | Roseau       | 3       | 1976, 1977, 1978 |
| Spartans Sports Club                                       | Laudat       | 3       | 1965, 1969, 1979 |
| South East FC                                              | La Plaine    | 3       | 2007, 2019, 2020 |
| Arsenal †                                                  |              | 1       | 1959 |
| Celtic United †                                            | Roseau       | 1       | 1971 |
| Antilles Kensborough †                                     | Roseau       | 1       | 1985 |
| C&BM Potters †                                             | Pottersville | 1       | 1991 |
| Black Rocks FC †                                           | Roseau       | 1       | 1996 |
| ACS Zebbians †                                             | Goodwill     | 1       | 1998 |
| Kubuli All Stars FC †                                      | Saint Joseph | 1       | 2002 |
| Northern Bombers FC                                        | Portsmouth   | 1       | 2014 |
| Exodus FC                                                  | Roseau       | 1       | 2015 |

- † Equipo desaparecido.